# Kristian Kullamäe
Kristian Kullamäe (Tallinn, 25 maggio 1999) è un cestista estone.
È il figlio dell'ex cestista e allenatore di pallacanestro Gert Kullamäe.

## Carriera
Con l'Estonia ha disputato i Campionati europei del 2022.

## Palmarès
- FIBA Europe Cup: 1

Bilbao: 2024-2025